# Aegathoa oculata
Aegathoa oculata är en kräftdjursart som först beskrevs av Thomas Say 1818.  Aegathoa oculata ingår i släktet Aegathoa och familjen Cymothoidae. Inga underarter finns listade i Catalogue of Life.